# تاریخ هندوئیسم در افغانستان
تاریخ هندوئیسم در افغانستان را می‌توان به عصر بسیار دورتر از شکل امروزی آن و به دوره باستان، حدود پیش از ۳۴٬۰۰۰ سال قبل، ردیابی کرد. گفته می‌شود، که هندوئیسم در این منطقه در زمان عصر برنز و تمدن دره سند، زمانی که منطقه گندهارا یکی از ماهاجاناپادا (یکی از ۱۶ حکومت) بود، به شکوفایی رسیده‌است. این آئین در جریان گسترش آریایی‌ها تا بین‌النهرین و پادشاهی ماد از ۱۵۰۰ – ۵۵۱ قبل از میلاد شاهد گسترش بیشتری بود. این آئین به‌طور برجسته شامل مردمان گندهارا است. بعد از آن دین‌های زرتشت و بودائی نیز به دلیل تأثیرگذاری امپراطوری‌های مائوریا و هخامنشی شکوفا شد. در زمان حکومت دولت یونانی بلخ، ادیان بودائی یونانی و گندهاری نیز مناطق افغانستان را تحت تأثیر قرار داد. از آن زمان به بعد امپراطوری‌های گوناگونی در افغانستان ظهور نموده اند، شامل کوشانی‌ها، هپتالیان، صفاریان، سامانیان و هندوشاهی که شاهد فرهنگ هندو و بر مبنای آن ایجاد شده‌اند.
پس از فتح افغانستان توسط مسلمانان و شکست جی‌پال توسط ترک‌شاهی‌ها و ضمیمه شدن خاک افغانستان به حاکمیت خلافت راشدین، اسلام در افغانستان ظهور کرد و در نتیجه ادیان هندو و بودائی در منطقه رو به زوال افتاد. چندین مرتبه حملاتی از جانب مغولان و غزنویان نیز صورت گرفت. آیین هندو و آیین سیک در افغانستان پس از جنگ نوشار و ضمیمه‌سازی این خاک به امپراطوری سیک توسط هری سنگ نالوا مجدداً احیا شد.
پس از تأسیس افغانستان به عنوان یک کشور توسط سلسله هوتک در قرن هفدهم میلادی، بیشتر هندوها در افغانستان از آزادی برخوردار بوده و در سمت‌های بالای حکومتی و تجارتی مشغول کار بودند. اقوام بزرگی که امروزه پیرو آیین هندو در افغانستان هستند، شامل اقوام پنجابی و سندی بوده که ممکن است در قرن نوزدهم میلادی همراه با سیک‌ها به عنوان بازرگان به افغانستان آمده‌ باشند. تا زمان سقوط جمهوری دموکراتیک افغانستان حدود چندین هزار هندو در افغانستان زندگی می‌کردند اما امروزه جمعیت آن‌ها به حدود ۱٬۰۰۰ نفر می‌رسد. بیشتر آن‌ها به کشورهای چون هندوستان، اتحادیه اروپا، آمریکای شمالی و کشورهای دیگر پناهنده شدند.

## تاریخ باستان

### دوره پیشا تاریخ
هیچ منبع رسمی برای این‌که تاریخ‌های دقیق شکوفایی آیین هندو در افغانستان را بیان کند در دست نیست، با این حال باور برین است، که افغان‌ها قبل از معرفی شکل جدید آیین هندو به پرستش سوریا (ایزد) و پاگانیسم می‌پرداختند که متأثر از آیین هندو است. افغان‌ها در آن زمان مشغول کشاورزی و دام‌داری بودند.

### تمدن دره سند
بر بنیاد نظریه‌های باستان‌شناسان، تمدن دره سند به زمانی اشاره دارد، که آیین هندو در افغانستان به شکوفایی رسیده بود و بیشتر مردمانی که در هندوکش و افغانیه (خیبر پختون‌خوا) امروزی زندگی می‌کردند از آن پیروی می‌نمودند. یک محوطه باستانی دره سند در نزدیکی آمو دریا در منطقه شورتوگای در شمال افغانستان کشف شده‌است. بیشتر مردمان نورستانی از شکل اولیه هندوئیسم پیروی می‌کردند. تمدن آمو دریا (مجموعه باستان‌شناسی باختر-مرو) در سال‌های (تقریباً) ۲۲۰۰ قبل از میلاد تا ۱۷۰۰ قبل از میلاد به اوج خود رسید. شهر بلخ (باختر) در این زمان (حدود ۲۰۰۰ تا ۱۵۰۰ قبل از میلاد) تأسیس شد و گفته می‌شود که از این‌جا بود که هندوئیسم به شرق میانه جای که اجتماعات خرد و کوچک در آن‌جا موجود بود، گسترش پیدا کرد.

### مهاجرت هندو-آریایی

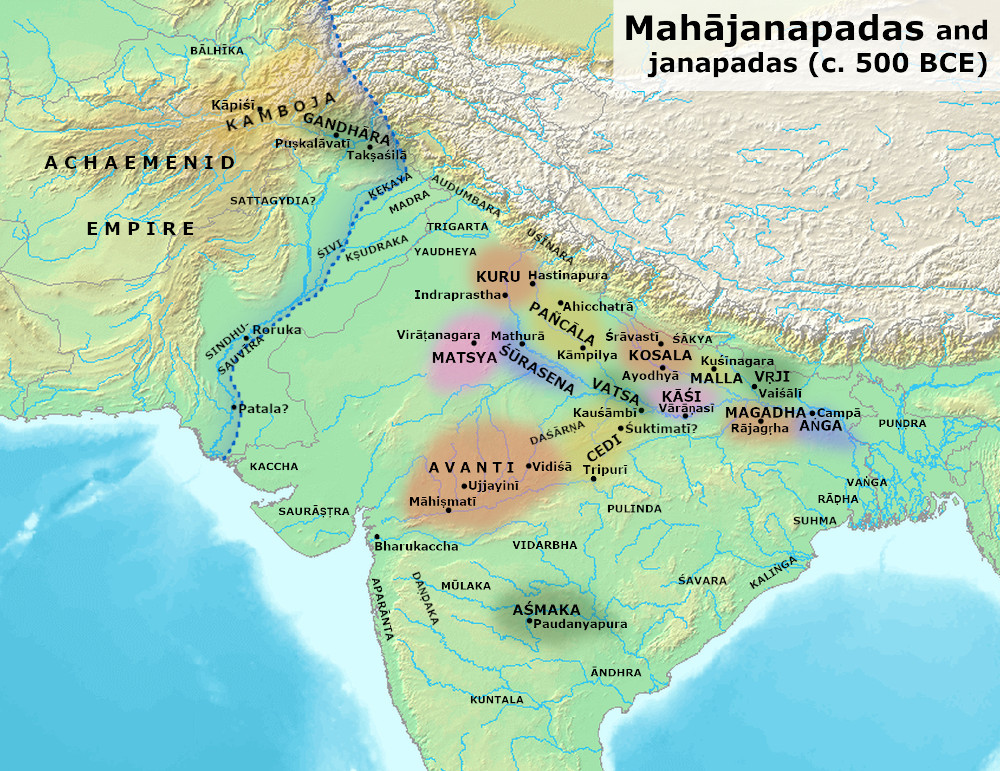
ماهاجاناپاداها حدود ۵۰۰ قبل میلاد

شاخه‌ای از قبیله‌های که به زبان هندو-اروپایی صحبت نموده و به‌نام آریایی‌ها شناخته می‌شوند در میان سال‌های ۲۰۰۰ تا ۱۲۰۰ پیش از میلاد شروع به مهاجرت به این منطقه نمودند. منابع مختلف در رابطه به تاریخ مهاجرت هندو-آریایی‌ها اختلاف نظر دارند. باور براین است که اَوِستا احتمالاً در اوایل ۱۸۰۰ پیش از میلاد در آریانای باستان نوشته شده‌است، آریانا نخستین نام افغانستان بوده و نشان‌دهنده یک ارتباط اولیه با مردمان قبایل غرب ایران امروزی یا مناطق هم‌جوار آسیای مرکزی یا مناطق شمالی ایران در قرن ششم پیش از میلاد می‌باشد. لذا قبیله‌های هندو-آریایی شامل قبیله ودائی بودند که از دین ودائی پیروی می‌کردند. هم‌چنین گفته می‌شود که مردمان هندو-آریایی که در این منطقه زیست داشتند، مردمان پشه‌ای و نورستانی‌ها، از آیین هندو پیروی می‌کردند. پشتون‌ها نیز از جمله اقوامی پنداشته می‌شوند که دارای اجداد ودائی به‌نام پاکتاس هستند، هرچند ادعاهای وجود دارد که پشتون‌ها یکی از ده قبیله گم‌شده بنی اسرائیل هستند.

### امپراطوری گنداره
دست نوشته‌های بودایی گنداره که یافت شده‌اند نشان‌دهنده موجودیت هندوئیسم بوده و در ریگ‌ویدا نیز از آن نام‌برده شده‌است. آیین بودائی در این زمان به شکوفایی رسیده و بیشتر بودائی‌ها از هندوئیسم تغییر دین داده بودند. شخصیت‌های شاکونی و گندهاری که در رزمنامه هندی مهاباراتا از آن‌ها نام‌برده شده‌است مربوط به امپراطوری گندهارا بودند. ساکنین این امپراطوری به‌نام گندهاراواس یاد شده و اصل و نصب آن‌ها در متن هندی ریگ‌ویدا به‌نام گندهاری‌ها ذکر شده‌است. گندهاری‌ها در موسیقی و هنر بسیار ماهر بودند. به همین دلیل است که موسیقی سنتی هند به شدت متأثر از گندهارا است. رئیس قبیلهٔ یاداوا که بالا راما نام داشت (برادر کریشنا) نیز تعامل میان گندهارا و مردم دره سند را تشریح می‌کند.

### امپراطوری مائوریا
امپراطوری مائوریا نقش چشم‌گیری در شکل‌گیری هنر در این ملت ایفا نمود، این هنر اساساً مبتنی بر هنر هندو و بودائی بود. جنگ‌های اسکندر کبیر و سلوکوس یکم نیکاتور و هم‌چنین جنگ امپراطوری‌های سلوکی و مائورا نیز نقش قابل توجهی در تنوع دینی و فرهنگی در این ملت داشته‌است.

## عصر کلاسیک

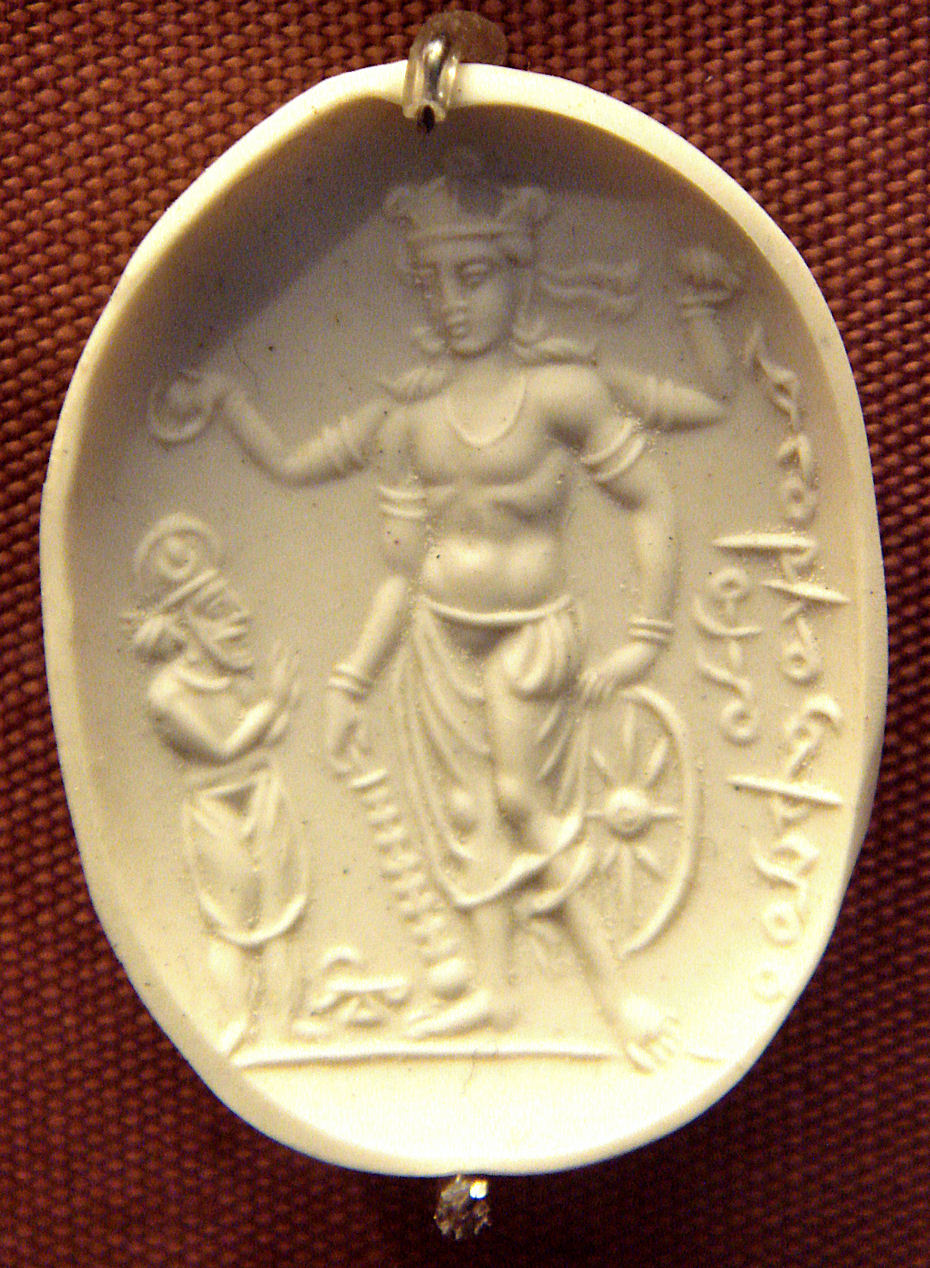
مهر ویشنو نیکولو که ویشنو را با یکی از پرستندگانش نشان می‌دهد (احتمالاً میهیراکولا)، قرون ۴ تا ۶ میلادی.

آیین هندو در تاریخ کلاسیک افغانستان از حدود ۲۵۰ پیش از میلاد تا ۵۶۵ پس از میلاد شاهد تغییرها و گسترش‌های دینی متعدد بوده و رابطه نیک با سایر ادیان داشته‌است. دلیل آن این است که آیین هندو آیین بودائی دارای ریشه‌های مشترک هستند و این دو دین در بیشتر قسمت تاریخ خود نه به عنوان دو دین/فرقه جدا بلکه به عنوان دو گرایش رقیب در یک سنت دینی انگاشته شده‌اند. در جریان عصر کلاسیک چندین پادشاهی در این خاک ظهور کرده‌است، مانند دولت یونانی بلخ و دولت یونانی هند در عصر هلنیستی، برخی دولت‌های دیگر مانند امپراطوری هند، دولت اشکانیان هند و دولت‌های منطقهٔ چون پادشاهی هپتالیان و امپراطوری هون. آیین هندو در افغانستان پس از شاهنشاهی کوشانی و بیشتر بعد از امپراطوری گوپتا که منتج به هند بزرگ و هندی‌سازی افغان‌های هندو شد، مجدداً احیا گردید.
چندین پرستش‌گاه و مهرهای هندو که نشانه‌های از خدایان هندو در آن دیده می‌شود توسط شاهان و امپراطورها ساخته شده و مورد استفاده قرار می‌گرفتند، هم‌چنین میراث هنری و فرهنگی هندوها در مناطق گندهارا (قندهار) و غزنی مشاهده شده‌است.

## قرون وسطی

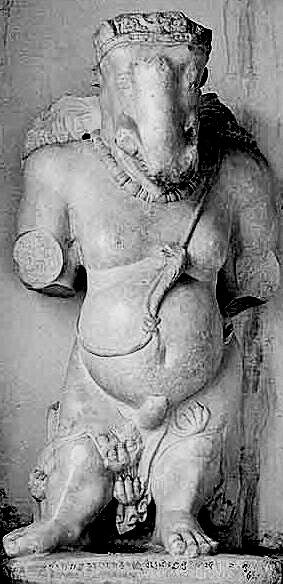
ایزدان هندوئیسم، گانش، در گردیز افغانستان

افغانستان از قرون وسطی تا حدود ۱۷۵۰ میلادی بخشی از خاک ایران بود. این زمانی بود، که تعداد هندوها در کشور در حال افزایش بود و هم‌چنین افغانستان امروزی در حال شکل گرفتن بود. در این عصر هندوئیسم تحت حاکمیت کابل شاهان و شاهی هندو و قبل از این‌که افغانستان و هندوستان توسط مسلمانان فتح شود، در اوج خود قرار داشت.

### فتح اسلام
خلافت راشدین در ۶۴۲ میلادی افغانستان را در عصر فتوحات اسلامی فتح کردند. ترک‌شاهی‌ها تحت خلافت خلفای راشدین افغانستان را ساختند، قلم‌رویی که تحت آن هندوها و بودائی‌ها باید جزیه پرداخت می‌کردند. بودائی‌ها و زرتشت‌یان به عنوان اهل کتاب یاد می‌شدند، در حالی‌که هندوها بت‌پرست خوانده می‌شدند. پس از فتح اسلامی، جمعیت هندوها و بودائی سریعاً شروع به کم‌شدن نموده و جمعیت مسلمان هم‌زمان شدیداً افزایش یافت.

### کابلشاهان
خاندان‌های کابل‌شاهان از قرن سوم تا قرن نهم میلادی پس از سقوط امپراطوری کوشانی بالای دره کابل و گندهارا حکومت کردند. کابل‌شاهان از جمله مهاجرین تُرک مسلمان بودند، که به افغانستان مهاجرت نمودند و پس از آن‌ها حکومت هندوشاهی که متشکل از مردمان هندو بود جانشین آن‌ها گردید.
پادشاه جی‌پال از دودمان هندوشاهی آخرین پادشاه هندوی افغانستان بود، که به‌خاطر جنگ خود با غزنویان معروف است، هرچند وی یک ارتش خوب، قوی و حمایت راجپوت‌ها و هندوهای پنجاب را داشت، اما در این جنگ مغلوب شد.
پس از شکست نیروهای هندو در مقابل سلطان محمود غزنوی، هندوها در افغانستان به اقلیت مبدل شده و در نهایت حاکمیت هندوها و بودائی‌ها در افغانستان به پایان رسید.

### غزنویان
دین اسلام در عصر غزنویان در منطقه به شکوفایی رسید و هم‌زمان با آن هندوها و سایر جوامع غیر مسلمانان در افغانستان و خیبر پختونخوا به‌طور کلی زوال شد، با این حال نورستان تنها مکانی بود، که هندوها در آن به‌طور قابل توجه پابرجا مانده و حکومت می‌کردند. این ولایت به‌نام کافرستان (سرزمین کافرها) یاد شد. غزنویان به این منطقه نیز حمله نمودند که این‌گونه توصیف شده‌است:
جهاد دیگر علیه بت‌پرستی بالاخره شروع شد؛ محمود هفتمین یورش را بر علیه نارداین و سپس مرزهای هندوستان یا بخش‌های شرقی هندوکش رهبری کرد؛ آن‌گونه که محمد قاسم فرشته می‌گوید، کشورهای هندوستان و ترکستان دارای میوه عالی و تحسین‌برانگیز هستند. کشوری که ارتش غزنوی به آن یورش برد ظاهراً همان جای است که امروزه کافرستان گفته می‌شود، جای که مردمان آن بت‌پرست بودند و هنوز هم هستند و چندی بعد از سوی مسلمانان به‌نام سیاه‌پوش خطاب می‌شدند. معبدی در نارداین وجود داشت که از سوی ارتش غزنوی ویران شد؛ ارتش غزنوی از آن‌جا سنگی را با خود آوردند که دارای یک کتبیه خاص بود و از نظر هندوها قدمت بسیار والا داشت.

### انحطاط بیشتر
افغانستان به دلیل موقعیت ایده‌آل خود که آسیای مرکزی و شبه‌قاره هند را باهم وصل می‌کند به کرات مورد یورش قرار گرفته و جنگ‌های فراوانی با ترک‌ها و اعراب داشت. حملات متعدد مسلمانان به شبه‌قاره هند از طریق افغانستان منتج به انحطاط بیشتر جمعیت هندو گردید.

### امپراطوری مغول
پس از حملات و جنگ‌های مکرر در افغانستان، جمعیت هندو به تدریج کاسته شد، با این حال بیشتر مردمان هندو حتی پس از این‌که امپراطوری مغول بر این سرزمین حاکم شد در آن‌جا ماندند و به امور تجاری و نظامی مشغول شدند، به‌ویژه بعد از این‌که بابر کابل را تسخیر کرد و نام آن را «بازار هندوستان» گذاشت. پس از این‌که جلال الدین محمد اکبر به قدرت رسید، بیشتر هندوها را مقام‌های بلند امپراطوری گماشته شدند.

### امپراطوری سیک
زمانی که امپراطوری سیک پس از جنگ‌های نوشار و سیدو تحت رهبری رانجیت سینگ ظهور کرد و قلم‌رو خود را تا دریای کابل وسعت بخشید، آیین‌های هندو و سیک تحت امپراطوری خالصه دوباره وارد افغانستان شد. قوانین متعددی تحت رهبری هری سینگ ناولا در قلم‌رو سیک معرفی گردید تا از هندوها و عقاید دینی آن‌ها محفاظت گردد، از جمله جزای سنگین (اعدام) برای کشتن گاو. پس از این‌که دوست محمد خان در جنگ جمرود مغلوب شد، تعداد زیادی هندوها در کابل در مقامات دولتی گماشته شدند و این امر در نتیجه باعث معرفی مجدد و غالب‌شدن هندوها و سیک‌ها در افغانستان شد، هم‌چنین چندین معبد هندوها در کابل و سایر قلم‌رو سیک باز سازی گردید. بیشتر هندوها اهل پنجاب یا سند بودند.

## کتابشناسی
- Wirk, Andre (1991). Al-Hind: Making of Indo-Islamic world.
- Ancient Pakistan. Vol. 3. University of Peshawar. Dept. of Archaeology. 1967.
- Malleson, George Bruce (2005) [1878]. History of Afghanistan, from the Earliest Period to the Outbreak of the War of 1878. Adamant Media Corporation. Elibron Classic Replica Edition.